# フランクリン郡 (ニューヨーク州)
フランクリン郡（フランクリンぐん、英: Franklin County）は、アメリカ合衆国ニューヨーク州の北部に位置する郡である。2010年国勢調査での人口は51,599人であり、2000年の51,134 人から0.9%増加した。郡庁所在地はマローン村（人口5,911人）であり、同郡で人口最大の都市でもある。郡名はアメリカ合衆国建国の父ベンジャミン・フランクリンに因んで名付けられた。
フランクリン郡の大半はアディロンダック公園の中にある。北はカナダ＝アメリカ合衆国国境であり、ケベック州とオンタリオ州がある。

## 歴史
1683年にニューヨーク植民地で郡が作られたとき、現在のフランクリン郡地域はオールバニ郡に属していた。これは巨大な郡であり、ニューヨーク州北部とバーモント州の全てを含んでおり、さらに理論的には西の太平洋岸まで広がっていた。1766年7月3日に、カンバーランド郡を分離し、1770年3月16日にグロスター郡を分離したが、どちらも現在はバーモント州に含まれている。1772年3月12日、オールバニ郡が3分割され、オールバニ郡はその名で残り、1つは東部が入ったシャーロット郡、もう1つは西部のトライアン郡となった。
1784年、シャーロット郡がワシントン郡に改名された。これはアメリカ独立戦争時の司令官であり後に初代アメリカ合衆国大統領になったジョージ・ワシントンを称えるものだった。
1788年ワシントン郡からクリントン郡が分離設立された。このクリントン郡は現在よりもかなり大きかった。
1791年に行われたマコーム買収では、フランクリン郡となった地域も含まれていた。
1799年、クリントン郡からエセックス郡が分離設立された。1802年、クリントン郡と他に2つの郡の一部を併せて、セントローレンス郡が設立された。
1808年、クリントン郡から分離してフランクリン郡が設立された。
1800年代後半、郡内にはポール・スミス・ホテル、ルーン湖ハウス、レインボウ・インという、アディロンダック山地では最大級のリゾートホテル3軒があった。
フランクリン郡の歴史はマローンにあるフランクリ歴史博物館協会に保存されている。

## 地理

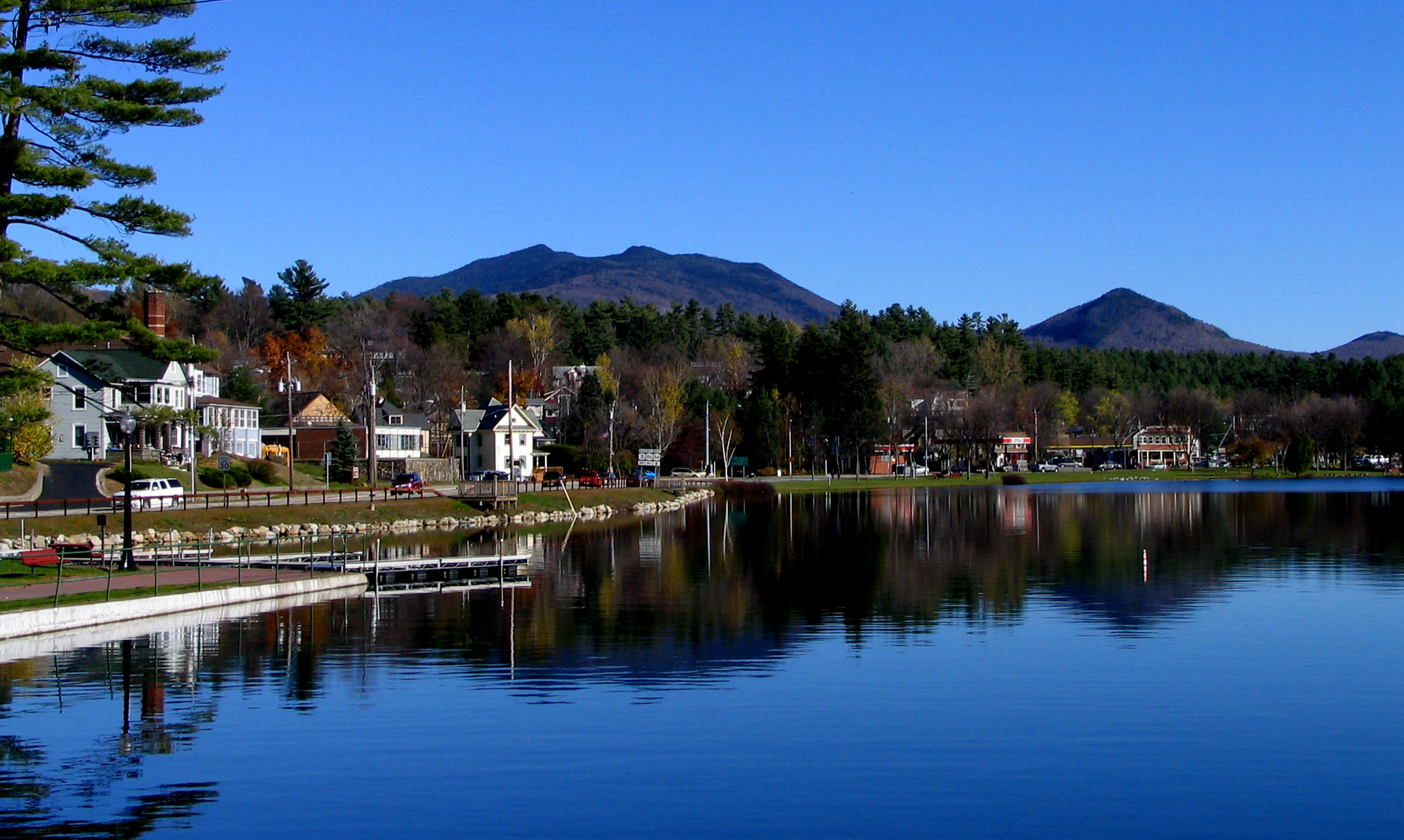
サラナックレイクのフラワー湖

フランクリン郡はニューヨーク州北東部にあり、北側はカナダに接している。
アメリカ合衆国国勢調査局に拠れば、郡域全面積は1,697平方マイル (4,395.2 km2)であり、このうち陸地1,631平方マイル (4,224.3 km2)、水域は66平方マイル (170.9 km2)で水域率は3.89%である。

### 空港
郡内には次の公共用途空港がある。
- アディロンダック地域空港 (SLK) – サラナックレイク
- マローン・デュフォート空港 (MAL) – マローン

### 隣接する郡
- クリントン郡 - 東
- エセックス郡 - 南東
- ハミルトン郡 - 南西
- セントローレンス郡 - 西
- カナダ・オンタリオ州ストーモント・ダンダス・グレンゲリー連合郡 - 北西
- カナダ・ケベック州オー・サンローラン郡 - 北

## 人口動態
以下は2000年国勢調査による人口統計データである。
| 基礎データ - 人口: 51,134 人 - 世帯数: 17,931 世帯 - 家族数: 11,798 家族 - 人口密度: 12人/km2（31人/mi2） - 住居数: 23,936 軒 - 住居密度: 6軒/km2（15軒/mi2） 人種別人口構成（2008年時点） - 白人: 84.03% - アフリカン・アメリカン: 6.63% - ネイティブ・アメリカン: 6.20% - アジア人: 0.38% - その他の人種: 2.07% - 混血: 0.69% - ヒスパニック・ラテン系: 4.01% 先祖による構成 - フランス系：31.0% - アイルランド系：13.6% - アメリカ人：10.6% - フランス系カナダ人：9.8% - イギリス系：9.2% - ドイツ系：5.4% 言語による構成 - 英語：94.6% - スペイン語：2.3% - フランス語：2.0% | 年齢別人口構成 - 18歳未満: 22.8% - 18-24歳: 9.5% - 25-44歳: 33.2% - 45-64歳: 21.8% - 65歳以上: 12.8% - 年齢の中央値: 36歳 - 性比（女性100人あたり男性の人口） - 総人口: 121.7 - 18歳以上: 126.6 世帯と家族（対世帯数） - 18歳未満の子供がいる: 32.2% - 結婚・同居している夫婦: 49.5% - 未婚・離婚・死別女性が世帯主: 11.1% - 非家族世帯: 34.2% - 単身世帯: 28.2% - 65歳以上の老人1人暮らし: 12.0% - 平均構成人数 - 世帯: 2.46人 - 家族: 3.00人 収入と家計 - 収入の中央値 - 世帯: 31,517米ドル - 家族: 38,472米ドル - 性別 - 男性: 29,376米ドル - 女性: 22,292米ドル - 人口1人あたり収入: 15,888米ドル - 貧困線以下 - 対人口: 14.6% - 対家族数: 10.1% - 18歳未満: 17.6% - 65歳以上: 13.9% |

### 収入

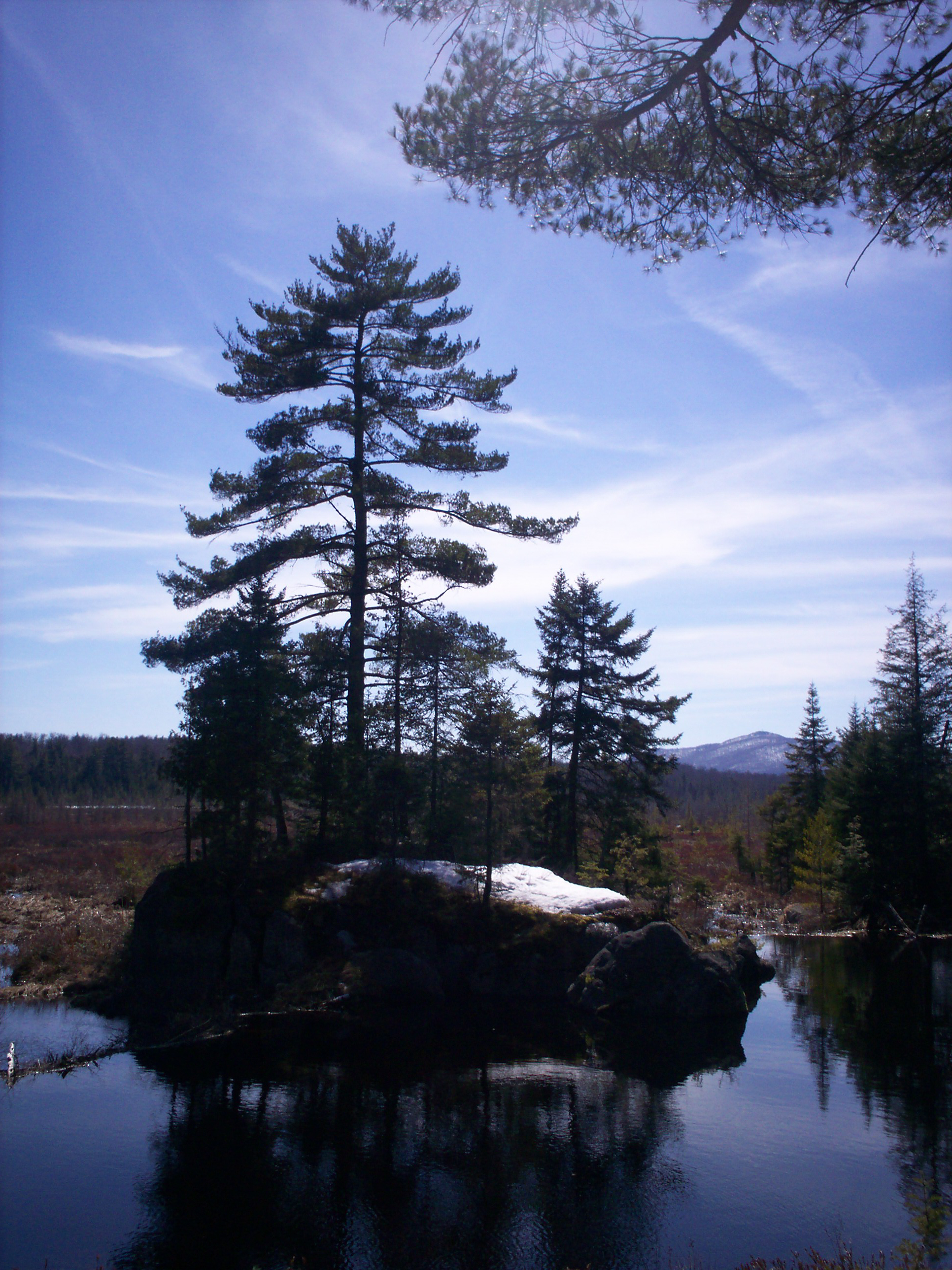
ポール・スミス・アディロンダック公園観光情報センターのヘロン・マーシュ

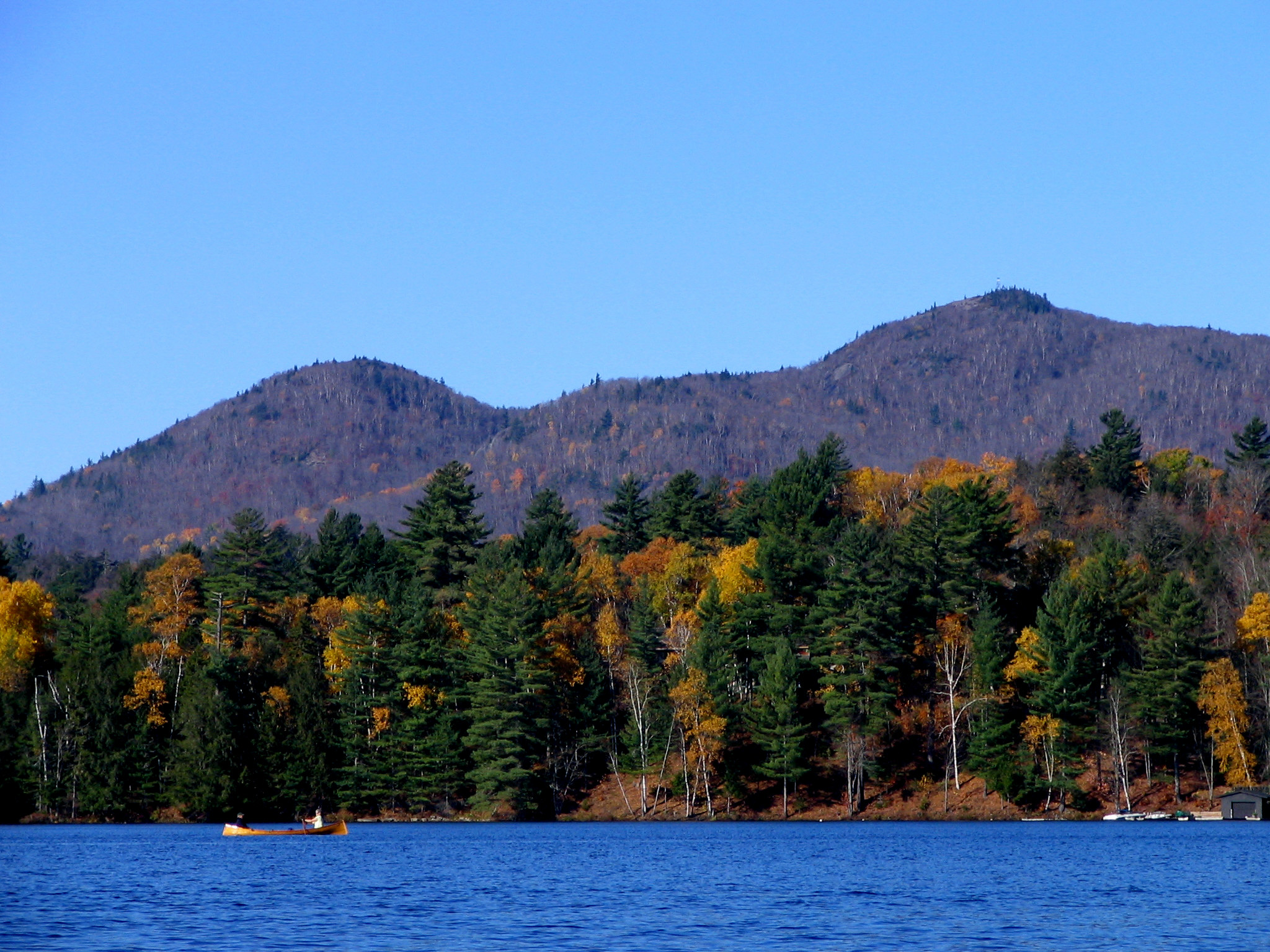
ブライトンにあるアッパー・セントレジス湖のガイドボート

## 町と村
- バンゴー町
- ベルモント町
- ボンベイ町
- ブランドン町
- ブライトン町
- ブラッシュトン村
- バーク町
- バーク村
- シャトーゲイ町
- シャトーゲイ村
- コンスタブル町
- ディキンソン町
- デュアン町
- フォートコビントン町
- フランクリン町
- ハリエッツタウン町
- マローン町
- マローン村 - 郡庁所在地
- モイラ町
- レイノルズトン（昔の鉱山町）
- サンタクララ町
- サラナックレイク村
- スカリー（ハムレット）
- セントレジスフォールズ（ハムレット）
- タッパーレイク村
- タッパーレイク町
- ウェイバリー町
- ウェストビル町

### インディアン居留地
- セントレジス・モホーク居留地

## 教育
郡内にはノースカントリー・コミュニティカレッジとポール・スミス・カレッジがある。ノースカントリー・コミュニティカレッジはフランクリン郡とエセックス郡が後援して両郡の学生を受け入れており、マローン、サラナックレイク、タイコンデロガにキャンパスがある。